# 다바이 유랑극단
《다바이 유랑극단》(프랑스어: Les Ogres)은 개봉한 2015년 프랑스의 코미디 드라마 영화이다. 레아 페네르 감독이 연출하고 아델 에넬, 마르크 바르베, 롤라 두에냐스 등이 출연하였다. 뤼미에르상 작품상, 감독상, 각본상 후보에 올랐고, 로테르담 국제 영화제에서 빅스크린상을 수상하였다.

## 시놉시스
여러 마을을 옮겨다니며 무대를 통해 꿈을 전하는 극단의 이야기다. 왁자지껄하던 유랑극단에 아기가 태어나고 극단 멤버의 옛 연인이 들이닥치며 멤버들이 지닌 과거의 상처들이 수면 위로 떠오른다.

## 출연진
- 아델 에넬 - 모나
- 마르크 바르베 - 무슈 들루아얄
- 롤라 두에냐스 - 롤라
- 프랑수아 페네르 - 프랑수아
- 이네스 페네르 - 이네스
- 마리옹 부바랄 - 마리옹
- 파트리크 다슁카오 - 마리옹 남자친구
- 필리프 카테 - 시뇰